# Olga Hartley
Pour les articles homonymes, voir Hartley.
Olga Hartley, née en 1892 à Londres, et morte en 1963, est une romancière et essayiste britannique, auteur de roman policier.

## Biographie
Née dans une famille fortunée, elle reçoit une éducation privée, avant de s'inscrire au Bedford College de l'Université de Londres.
En 1918, elle fait paraître Anne, un roman psychologique qui n'obtient aucun succès. Elle donne ensuite deux romans policiers : The Malaret Mystery (1925) et The Witch of Chelsea (1930). Ce dernier titre est traduit en français, sous le titre La Sorcière, et publié dans la collection Le Masque en 1937.
Olga Hartley fait également paraître des livres de cuisine et, dans les années 1930, des essais historiques et théologiques.

## Œuvre

### Romans
- Anne: a novel (1918)
- The Malaret Mystery (1925)
- The Witch of Chelsea (1930) Publié en français sous le titre La Sorcière, traduit par Simone Holker, Paris, Librairie des Champs-Élysées, coll. « Le Masque » no 217, 1937

### Nouvelle
- Marsh-Marigolds (1921)

### Essais
- Women and the Catholic Church: yesterday and today (1935)
- The Religious Gilds and Their Suppression (1939)

### Autres publications
- Lucullus: the Food of the Future (1926), en collaboration avec Hilda Winifred Wauton Leyel
- The Gentle Art of Cookery, with 750 recipes (1929), en collaboration avec Hilda Winifred Wauton Leyel
- Meatless Meals: a Cookery Book with 200 Recipes (1934)

## Source
- Jacques Baudou et Jean-Jacques Schleret, Le Vrai Visage du Masque, vol. 1, Paris, Futuropolis, 1984, 476 p. (OCLC 311506692), p. 237.